# Гартман, Мориц
Мо́риц Га́ртман (нем. Moritz Hartmann; 15 ноября 1821, Душник, Богемия — 13 мая 1872, Обердёблинг, Австро-Венгрия) — австрийский поэт, журналист и политик; участник революции 1848 года.

## Биография
Родился в еврейской семье в Душнике, впоследствии принял христианство.
Учился в Праге и Вене. В молодости путешествовал по разным странам Европы. Вступил на литературное поприще сборником стихотворений «Чаша и меч» („Kelch und Schwert“; 1845), в котором развивал идеи свободы личности, обнаруживая блестящую фантазию и страстный темперамент.
В поэме «Рифмованная хроника попа Маурициуса» („Reimchronik des Pfaffen Mauritius“; 1849) воспевал национально-освободительную борьбу венгерского народа. Активный участник революционных событий 1848 года (вместе с Робертом Блюмом). После разгона Штутгартского парламента был вынужден поселиться в Париже, где зарабатывал на жизнь репетиторством, в частности, несколько лет жил в доме князя Н. И. Трубецкого как учитель его дочери.
В парижских салонах Гартман снискал известность в качестве незаурядного рассказчика. Регулярно высылал в «Кёльнскую газету» политические корреспонденции. В 1851 г. вместе с Фридьешем Сарвади опубликовал сборник переводов Шандора Петёфи на немецкий язык. 
Во время Крымской войны состоял корреспондентом той же «Кёльнской газеты», находясь вблизи театра военных действий. Отсюда он переехал в Константинополь, но вскоре, изгнанный оттуда, вернулся опять во Францию, а затем поселился близ Вены, где и умер.

## Творчество
Помимо стихотворений и разнообразных газетных материалов, написал идиллическую поэму «Адам и Ева» („Adam und Eva“; 1851), а также поэтические рассказы и романы. Автор романов «Война в лесу» („Der Krieg um den Wald“; 1850), «Драгоценности баронессы» („Die Diamanten der Baronin“; 1868), сборников рассказов «Тени» („Schatten“; 1851), «С натуры» („Nach der Natur“; 1866).
Собрание его сочинений издавались в 1873—1874 годах в 10 томах.
Некоторые стихи и песни Гартмана в переводах М. Л. Михайлова, А. Н. Плещеева, П. И. Вейнберга пользовались популярностью в России, среди них, в частности, баллада «Белое покрывало».

## Переводы на русский язык
- Золотое сечение. М.: Радуга, 1988. С. 136-139, 560, 694.